# دائرة تورناي
دائرة تورناي  هي دائرة إدارية في بلجيكا، تتبع هينو.

## الموقع
تشترك في الحدود مع:
- حاضرة ليل  [لغات أخرى]‏.

## التقسيمات الإدارية
- Antoing [الإنجليزية]‏
- Brunehaut [الإنجليزية]‏
- Celles, Hainaut [الإنجليزية]‏
- تورناي
- Leuze-en-Hainaut [الإنجليزية]‏
- Mont-de-l'Enclus [الإنجليزية]‏
- Pecq [الإنجليزية]‏
- Péruwelz [الإنجليزية]‏
- Rumes [الإنجليزية]‏
- Estaimpuis [الإنجليزية]‏.